# Јан Графланд
Јоханес Хендрикус Адријанус Графланд (хол. Johannes Hendrikus Adrianus Graafland; Леуварден, 21. август 1909 - датум смрти непознат) био је холандски фудбалски нападач, који је био део холандске репрезентације на светском првенству 1934. Међутим, никада није наступио за национални тим. 